# Grand Prix Finlandii na żużlu
Grand Prix Finlandii w sporcie żużlowym to zawody z cyklu żużlowego Grand Prix.
Pierwsze zawody o GP Finlandii odbyły się 17 maja 2014 roku w miejscowości Tampere i były pierwszymi w historii Grand Prix, które zostały rozegrane w Finlandii. Kłopoty z torem i słabe zainteresowanie widzów było przyczyną usunięcia z kalendarza Grand Prix Finlandii w Tampere.

## Podium
| Sezon | Nr tur.        | Miejsce | Stadion         |                |               |                  |
| 2014  | 1 (171) wyniki | Tampere | Ratinan Stadion | Matej Žagar    | Tai Woffinden | Fredrik Lindgren |
| 2015  | 2 (182) wyniki | Tampere | Ratinan Stadion | Nicki Pedersen | Tai Woffinden | Andreas Jonsson  |

- Zwycięzcy

1x – Matej Žagar, Nicki Pedersen
- Finaliści

2x – Tai Woffinden

1x – Matej Žagar, Fredrik Lindgren, Greg Hancock, Nicki Pedersen, Andreas Jonsson, Jarosław Hampel